# Flavi Fèlix
Flavi Fèlix (en llatí Flavius Felix) va ser un poeta africà de finals del segle v que va escriure cinc peces recollides a l'Antologia llatina.
D'aquestes obres, en quatre celebra les "Thermae Alianae" construïdes prop de Cartago pel rei vàndal Trasamund en el transcurs d'un sol any. En el cinquè escrit es dirigeix a Victrià, secretari del rei vàndal, al que demana un nomenament eclesiàstic.